# Euodynerus guerrero
Euodynerus guerrero är en stekelart som först beskrevs av Henri Saussure 1857.  Euodynerus guerrero ingår i släktet kamgetingar, och familjen Eumenidae. Inga underarter finns listade i Catalogue of Life.